# تیراندازی در بازی‌های آسیایی ۲۰۲۲ – تفنگ بادی ۱۰ متر زنان
مسابقات تفنگ بادی ۱۰ متر زنان در بازی‌های آسیایی ۲۰۲۲ هانگژو چین در ۲۴ سپتامبر ۲۰۲۳ در مرکز ورزشی فویانگ یین هو برگزار شد. هوآنگ یوتینگ از چین به مدال طلا رسید.

## برنامه
همه زمان‌ها به وقت استاندارد چین (یوتی سی+۰۸:۰۰) است
| تاریخ                  | زمان       | رویداد  |
| ---------------------- | ---------- | ------- |
| یکشنبه ۲۴ سپتامبر ۲۰۲۳ | ساعت ۰۸:۳۰ | مقدماتی |
| یکشنبه ۲۴ سپتامبر ۲۰۲۳ | ۱۱:۴۵      | نهایی   |

## رکوردها
| مقدماتی      | مقدماتی            | مقدماتی | مقدماتی           | مقدماتی       |
| ------------ | ------------------ | ------- | ----------------- | ------------- |
| رکورد جهانی  | آلیسون وایز (USA)  | ۶۳۵٫۳   | لیما، پرو         | ۸ نوامبر ۲۰۲۲ |
| رکورد آسیا   | ژائو روژو(CHN)     | ۶۳۴٫۰   | دهلی نو، هند      | ۲۳ فوریه ۲۰۱۹ |
| Games Record | ژائو روژو(CHN)     | ۶۳۱٫۹   | پالمبانگ، اندونزی | ۲۰ اوت ۲۰۱۸   |
| فینال        |                    |         |                   |               |
| رکورد جهان   | هان جیایو (CHN)    | ۲۵۴٫۰   | باکو، آذربایجان   | ۱۲ می ۲۰۲۳    |
| رکورد آسیا   | آپوروی چندلا (IND) | ۲۵۲٫۹   | دهلی نو، هند      | ۲۳ فوریه ۲۰۱۹ |
| Games Record | ژائو روژو (CHN)    | ۲۵۰٫۹   | پالمبانگ، اندونزی | ۲۰ اوت ۲۰۱۸   |

## نتایج

### مقدماتی
| رتبه | ورزشکار                         | راند  | راند  | راند  | راند  | راند  | راند  | مجموع | یادداشت |
| رتبه | ورزشکار                         | ۱     | ۲     | ۳     | ۴     | ۵     | ۶     | مجموع | یادداشت |
| ---- | ------------------------------- | ----- | ----- | ----- | ----- | ----- | ----- | ----- | ------- |
| ۱    | هان جیایو (CHN)                 | ۱۰۵٫۸ | ۱۰۴٫۳ | ۱۰۶٫۰ | ۱۰۶٫۲ | ۱۰۵٫۷ | ۱۰۶٫۱ | ۶۳۴٫۱ | GR      |
| ۲    | رامیتا جیندال (IND)             | ۱۰۴٫۳ | ۱۰۶٫۷ | ۱۰۵٫۲ | ۱۰۴٫۳ | ۱۰۵٫۴ | ۱۰۶٫۰ | ۶۳۱٫۹ |         |
| ۳    | هوانگ یوتینگ (CHN)              | ۱۰۵٫۸ | ۱۰۴٫۷ | ۱۰۴٫۱ | ۱۰۵٫۵ | ۱۰۶٫۵ | ۱۰۵٫۰ | ۶۳۱٫۶ |         |
| ۴    | وانگ ژیلین (CHN)                | ۱۰۴٫۶ | ۱۰۳٫۸ | ۱۰۶٫۵ | ۱۰۵٫۶ | ۱۰۵٫۳ | ۱۰۵٫۱ | ۶۳۰٫۹ |         |
| ۵    | مهولی قوش (IND)                 | ۱۰۴٫۶ | ۱۰۵٫۷ | ۱۰۴٫۶ | ۱۰۵٫۱ | ۱۰۴٫۹ | ۱۰۵٫۹ | ۶۳۰٫۸ |         |
| ۶    | لی یون سئو (KOR)                | ۱۰۵٫۲ | ۱۰۴٫۷ | ۱۰۶٫۰ | ۱۰۴٫۰ | ۱۰۴٫۷ | ۱۰۵٫۹ | ۶۳۰٫۵ |         |
| ۷    | گانخویاگ ناندینزایا (MGL)       | ۱۰۶٫۱ | ۱۰۶٫۰ | ۱۰۴٫۸ | ۱۰۴٫۷ | ۱۰۴٫۴ | ۱۰۴٫۲ | ۶۳۰٫۲ |         |
| ۸    | چن چی (TPE)                     | ۱۰۴٫۰ | ۱۰۵٫۲ | ۱۰۵٫۶ | ۱۰۴٫۶ | ۱۰۴٫۳ | ۱۰۵٫۴ | ۶۲۹٫۱ |         |
| ۹    | Oyuunbatyn Yesügen (MGL)        | ۱۰۴٫۲ | ۱۰۴٫۵ | ۱۰۴٫۴ | ۱۰۶٫۰ | ۱۰۵٫۰ | ۱۰۴٫۸ | ۶۲۸٫۹ |         |
| ۱۰   | فرنل تان (SGP)                  | ۱۰۴٫۹ | ۱۰۵٫۰ | ۱۰۵٫۲ | ۱۰۴٫۴ | ۱۰۵٫۴ | ۱۰۳٫۹ | ۶۲۸٫۸ |         |
| ۱۱   | شرمینه چهل امیرانی (IRI)        | ۱۰۴٫۰ | ۱۰۳٫۷ | ۱۰۶٫۶ | ۱۰۴٫۶ | ۱۰۴٫۵ | ۱۰۵٫۲ | ۶۲۸٫۶ |         |
| ۱۲   | Yelizaveta Bezrukova (KAZ)      | ۱۰۴٫۲ | ۱۰۵٫۲ | ۱۰۴٫۴ | ۱۰۴٫۰ | ۱۰۴٫۶ | ۱۰۵٫۶ | ۶۲۸٫۰ |         |
| ۱۳   | شیرا عارفین (BAN)               | ۱۰۵٫۲ | ۱۰۴٫۷ | ۱۰۶٫۵ | ۱۰۳٫۶ | ۱۰۳٫۹ | ۱۰۴٫۱ | ۶۲۸٫۰ |         |
| ۱۴   | مختصر توخیرووا (UZB)            | ۱۰۵٫۵ | ۱۰۳٫۹ | ۱۰۵٫۰ | ۱۰۵٫۷ | ۱۰۴٫۴ | ۱۰۳٫۴ | ۶۲۷٫۹ |         |
| ۱۵   | Aruuke Talantbekova (KGZ)       | ۱۰۴٫۵ | ۱۰۳٫۶ | ۱۰۶٫۳ | ۱۰۳٫۰ | ۱۰۴٫۳ | ۱۰۵٫۳ | ۶۲۷٫۰ |         |
| ۱۶   | Lê Thị Mộng Tuyền (VIE)         | ۱۰۴٫۲ | ۱۰۴٫۸ | ۱۰۳٫۹ | ۱۰۳٫۶ | ۱۰۵٫۰ | ۱۰۵٫۴ | ۶۲۶٫۹ |         |
| ۱۷   | الهه احمدی (IRI)                | ۱۰۵٫۰ | ۱۰۵٫۲ | ۱۰۲٫۵ | ۱۰۳٫۹ | ۱۰۵٫۲ | ۱۰۵٫۱ | ۶۲۶٫۹ |         |
| ۱۸   | Lin Ying-shin (TPE)             | ۱۰۵٫۳ | ۱۰۵٫۲ | ۱۰۴٫۱ | ۱۰۳٫۶ | ۱۰۴٫۵ | ۱۰۳٫۵ | ۶۲۶٫۲ |         |
| ۱۹   | Alexandra Le (KAZ)              | ۱۰۵٫۱ | ۱۰۴٫۳ | ۱۰۵٫۴ | ۱۰۳٫۲ | ۱۰۴٫۱ | ۱۰۴٫۰ | ۶۲۶٫۱ |         |
| ۲۰   | مارتینا ولوسو (SGP)             | ۱۰۴٫۲ | ۱۰۳٫۸ | ۱۰۵٫۴ | ۱۰۴٫۷ | ۱۰۳٫۴ | ۱۰۴٫۵ | ۶۲۶٫۰ |         |
| ۲۱   | Nguyễn Thị Thảo (VIE)           | ۱۰۳٫۰ | ۱۰۴٫۹ | ۱۰۴٫۳ | ۱۰۴٫۹ | ۱۰۴٫۷ | ۱۰۴٫۱ | ۶۲۵٫۹ |         |
| ۲۲   | شیوری هیراتا (JPN)              | ۱۰۳٫۸ | ۱۰۴٫۶ | ۱۰۴٫۲ | ۱۰۳٫۷ | ۱۰۴٫۱ | ۱۰۵٫۳ | ۶۲۵٫۷ |         |
| ۲۳   | آنورا لاگوتنکو (TJK)            | ۱۰۳٫۰ | ۱۰۴٫۲ | ۱۰۴٫۳ | ۱۰۳٫۳ | ۱۰۴٫۸ | ۱۰۶٫۰ | ۶۲۵٫۶ |         |
| ۲۴   | Chanittha Sastwej (THA)         | ۱۰۳٫۹ | ۱۰۳٫۱ | ۱۰۴٫۶ | ۱۰۵٫۹ | ۱۰۴٫۴ | ۱۰۳٫۲ | ۶۲۵٫۱ |         |
| ۲۵   | نفیشا تبسم (BAN)                | ۱۰۴٫۱ | ۱۰۴٫۷ | ۱۰۵٫۲ | ۱۰۳٫۰ | ۱۰۳٫۳ | ۱۰۴٫۴ | ۶۲۴٫۷ |         |
| ۲۶   | Phí Thanh Thảo (VIE)            | ۱۰۳٫۲ | ۱۰۳٫۹ | ۱۰۴٫۵ | ۱۰۶٫۰ | ۱۰۳٫۶ | ۱۰۲٫۳ | ۶۲۳٫۵ |         |
| ۲۷   | Kamrun Nahar Koly (BAN)         | ۱۰۴٫۴ | ۱۰۳٫۴ | ۱۰۴٫۷ | ۱۰۳٫۳ | ۱۰۲٫۹ | ۱۰۴٫۶ | ۶۲۳٫۳ |         |
| ۲۸   | Ashi Chouksey (IND)             | ۱۰۳٫۲ | ۱۰۴٫۵ | ۱۰۴٫۹ | ۱۰۴٫۸ | ۱۰۲٫۵ | ۱۰۳٫۴ | ۶۲۳٫۳ |         |
| ۲۹   | Masayyu Putri Fadillah (INA)    | ۱۰۵٫۰ | ۱۰۴٫۱ | ۱۰۳٫۶ | ۱۰۳٫۵ | ۱۰۳٫۷ | ۱۰۲٫۹ | ۶۲۲٫۸ |         |
| ۳۰   | Jang Jeong-in (KOR)             | ۱۰۲٫۶ | ۱۰۰٫۸ | ۱۰۶٫۰ | ۱۰۴٫۱ | ۱۰۵٫۳ | ۱۰۳٫۶ | ۶۲۲٫۴ |         |
| ۳۱   | Leow Wen Wei (SGP)              | ۱۰۲٫۹ | ۱۰۳٫۱ | ۱۰۴٫۱ | ۱۰۳٫۶ | ۱۰۴٫۵ | ۱۰۳٫۹ | ۶۲۲٫۱ |         |
| ۳۲   | Audrey Dhiyaanisa (INA)         | ۱۰۳٫۰ | ۱۰۴٫۱ | ۱۰۴٫۶ | ۱۰۳٫۰ | ۱۰۲٫۴ | ۱۰۴٫۹ | ۶۲۲٫۰ |         |
| ۳۳   | هاروکا ناکاگوچی (JPN)           | ۱۰۲٫۹ | ۱۰۳٫۹ | ۱۰۲٫۶ | ۱۰۴٫۴ | ۱۰۴٫۱ | ۱۰۴٫۰ | ۶۲۱٫۹ |         |
| ۳۴   | چو یون یانگ (KOR)               | ۱۰۳٫۲ | ۱۰۲٫۸ | ۱۰۴٫۶ | ۱۰۲٫۹ | ۱۰۵٫۶ | ۱۰۲٫۸ | ۶۲۱٫۹ |         |
| ۳۵   | Thanyalak Chotphibunsin (THA)   | ۱۰۳٫۴ | ۱۰۳٫۹ | ۱۰۴٫۶ | ۱۰۳٫۷ | ۱۰۳٫۰ | ۱۰۳٫۰ | ۶۲۱٫۶ |         |
| ۳۶   | Sung Yu-ting (TPE)              | ۱۰۲٫۶ | ۱۰۲٫۷ | ۱۰۴٫۵ | ۱۰۴٫۳ | ۱۰۴٫۰ | ۱۰۳٫۴ | ۶۲۱٫۵ |         |
| ۳۷   | Narantuya Chuluunbadrakh (MGL)  | ۱۰۳٫۷ | ۱۰۲٫۷ | ۱۰۲٫۱ | ۱۰۴٫۹ | ۱۰۳٫۷ | ۱۰۳٫۸ | ۶۲۰٫۹ |         |
| ۳۸   | نجمه خدمتی (IRI)                | ۱۰۴٫۲ | ۱۰۲٫۹ | ۱۰۳٫۱ | ۱۰۲٫۶ | ۱۰۳٫۹ | ۱۰۳٫۸ | ۶۲۰٫۵ |         |
| ۳۹   | Alia Husna Budruddin (MAS)      | ۱۰۲٫۳ | ۱۰۱٫۹ | ۱۰۳٫۱ | ۱۰۳٫۴ | ۱۰۴٫۵ | ۱۰۴٫۷ | ۶۱۹٫۹ |         |
| ۴۰   | محک فاطمه (PAK)                 | ۱۰۲٫۶ | ۱۰۱٫۲ | ۱۰۲٫۵ | ۱۰۶٫۶ | ۱۰۲٫۶ | ۱۰۴٫۱ | ۶۱۹٫۶ |         |
| ۴۱   | صفا الدوسری (BHR)               | ۱۰۲٫۹ | ۱۰۳٫۱ | ۱۰۲٫۹ | ۱۰۳٫۰ | ۱۰۳٫۰ | ۱۰۳٫۹ | ۶۱۸٫۸ |         |
| ۴۲   | Amparo Acuña (PHI)              | ۱۰۲٫۱ | ۱۰۲٫۹ | ۱۰۵٫۱ | ۱۰۳٫۴ | ۱۰۳٫۰ | ۱۰۱٫۵ | ۶۱۸٫۰ |         |
| ۴۳   | ملیکا لاگوتنکو (TJK)            | ۱۰۲٫۱ | ۱۰۳٫۹ | ۱۰۳٫۰ | ۱۰۱٫۴ | ۱۰۳٫۹ | ۱۰۳٫۵ | ۶۱۷٫۸ |         |
| ۴۴   | نور سوریانی طیبی (MAS)          | ۱۰۱٫۷ | ۱۰۳٫۹ | ۱۰۵٫۰ | ۱۰۲٫۰ | ۱۰۱٫۷ | ۱۰۳٫۵ | ۶۱۷٫۸ |         |
| ۴۵   | Aijan Ergeshova (KGZ)           | ۱۰۲٫۹ | ۱۰۲٫۸ | ۱۰۲٫۵ | ۱۰۳٫۷ | ۱۰۲٫۶ | ۱۰۳٫۱ | ۶۱۷٫۶ |         |
| ۴۶   | Amelia Sifaul Citra (INA)       | ۱۰۳٫۰ | ۱۰۳٫۷ | ۱۰۲٫۳ | ۱۰۲٫۸ | ۱۰۲٫۷ | ۱۰۲٫۸ | ۶۱۷٫۳ |         |
| ۴۷   | Shlisha Bhandari (NEP)          | ۱۰۱٫۱ | ۱۰۰٫۳ | ۱۰۲٫۵ | ۱۰۵٫۰ | ۱۰۴٫۸ | ۱۰۳٫۲ | ۶۱۶٫۹ |         |
| ۴۸   | Siham Al-Hasani (OMA)           | ۱۰۱٫۳ | ۱۰۳٫۷ | ۱۰۲٫۲ | ۱۰۳٫۳ | ۱۰۳٫۲ | ۱۰۱٫۹ | ۶۱۵٫۶ |         |
| ۴۹   | یاسویو ماتسوموتو (JPN)          | ۱۰۱٫۱ | ۱۰۲٫۹ | ۱۰۴٫۰ | ۱۰۲٫۴ | ۱۰۲٫۱ | ۱۰۲٫۸ | ۶۱۵٫۳ |         |
| ۵۰   | Al-Anoud Al-Khalili (OMA)       | ۱۰۲٫۴ | ۱۰۲٫۱ | ۱۰۲٫۳ | ۱۰۲٫۲ | ۱۰۴٫۱ | ۱۰۱٫۸ | ۶۱۴٫۹ |         |
| ۵۱   | سارا الدوسری (BHR)              | ۱۰۰٫۱ | ۱۰۱٫۹ | ۱۰۴٫۷ | ۱۰۲٫۶ | ۱۰۱٫۴ | ۱۰۳٫۸ | ۶۱۴٫۵ |         |
| ۵۲   | Tamiris Abdykerimova (KGZ)      | ۹۹٫۲  | ۱۰۴٫۸ | ۱۰۲٫۰ | ۱۰۴٫۲ | ۱۰۱٫۱ | ۱۰۲٫۷ | ۶۱۴٫۰ |         |
| ۵۳   | یاسمین تهلک (UAE)               | ۱۰۳٫۲ | ۱۰۲٫۳ | ۱۰۲٫۲ | ۱۰۰٫۱ | ۱۰۲٫۴ | ۱۰۳٫۷ | ۶۱۳٫۹ |         |
| ۵۴   | Lenchu Kunzang (BHU)            | ۱۰۱٫۹ | ۱۰۳٫۱ | ۱۰۲٫۲ | ۱۰۱٫۹ | ۹۹٫۸  | ۱۰۳٫۰ | ۶۱۱٫۹ |         |
| ۵۵   | Amina Al-Tarshi (OMA)           | ۱۰۳٫۱ | ۱۰۱٫۴ | ۱۰۳٫۵ | ۱۰۲٫۲ | ۹۹٫۸  | ۱۰۱٫۷ | ۶۱۱٫۷ |         |
| ۵۶   | متارا العسیری (QAT)             | ۱۰۱٫۴ | ۱۰۰٫۶ | ۱۰۱٫۷ | ۱۰۲٫۳ | ۱۰۳٫۶ | ۱۰۱٫۳ | ۶۱۰٫۹ |         |
| ۵۷   | Jayden Jitrawee Mohprasit (THA) | ۱۰۱٫۱ | ۱۰۲٫۳ | ۱۰۰٫۹ | ۱۰۱٫۸ | ۱۰۰٫۶ | ۱۰۲٫۸ | ۶۰۹٫۵ |         |
| ۵۸   | Sushmita Nepal (NEP)            | ۱۰۳٫۲ | ۱۰۰٫۰ | ۱۰۲٫۶ | ۹۹٫۳  | ۱۰۲٫۲ | ۱۰۰٫۶ | ۶۰۷٫۹ |         |
| ۵۹   | Sharafiyya Abdul Rahman (MDV)   | ۱۰۰٫۱ | ۱۰۱٫۸ | ۱۰۲٫۷ | ۹۹٫۲  | ۱۰۲٫۱ | ۱۰۰٫۰ | ۶۰۵٫۹ |         |
| –    | شهد الدرویش (QAT)               |       |       |       |       |       |       | DNS   |         |
| –    | عایشه المحمود (QAT)             |       |       |       |       |       |       | DNS   |         |
| –    | Nelita Modesta (TLS)            |       |       |       |       |       |       | DNS   |         |

منبع:

### نهایی
| رتبه | ورزشکار                   | راند | راند  | راند  | راند  | راند  | راند  | راند  | راند  | راند  | یادداشت |
| رتبه | ورزشکار                   | ۱    | ۲     | ۳     | ۴     | ۵     | ۶     | ۷     | ۸     | ۹     | یادداشت |
| ---- | ------------------------- | ---- | ----- | ----- | ----- | ----- | ----- | ----- | ----- | ----- | ------- |
| 1    | هوانگ یوتینگ (CHN)        | ۵۲٫۸ | ۱۰۵٫۳ | ۱۲۵٫۹ | ۱۴۶٫۷ | ۱۶۸٫۳ | ۱۸۹٫۲ | ۲۱۰٫۴ | ۲۳۱٫۸ | ۲۵۲٫۷ | GR      |
| 2    | هان جیایو (CHN)           | ۵۳٫۲ | ۱۰۴٫۰ | ۱۲۴٫۶ | ۱۴۶٫۱ | ۱۶۷٫۲ | ۱۸۸٫۳ | ۲۰۹٫۴ | ۲۳۰٫۴ | ۲۵۱٫۳ |         |
| 3    | رامیتا جیندال (IND)       | ۵۲٫۷ | ۱۰۴٫۳ | ۱۲۵٫۳ | ۱۴۶٫۶ | ۱۶۷٫۰ | ۱۸۷٫۵ | ۲۰۹٫۰ | ۲۳۰٫۱ |       |         |
| ۴    | مهولی قوش (IND)           | ۵۲٫۳ | ۱۰۳٫۸ | ۱۲۴٫۶ | ۱۴۵٫۲ | ۱۶۶٫۶ | ۱۸۷٫۳ | ۲۰۸٫۳ |       |       |         |
| ۵    | لی یون سئو (KOR)          | ۵۲٫۰ | ۱۰۴٫۳ | ۱۲۵٫۶ | ۱۴۶٫۳ | ۱۶۷٫۰ | ۱۸۷٫۳ |       |       |       | SO      |
| ۶    | گانخویاگ ناندینزایا (MGL) | ۵۱٫۴ | ۱۰۳٫۵ | ۱۲۴٫۲ | ۱۴۵٫۳ | ۱۶۵٫۶ |       |       |       |       |         |
| ۷    | Oyuunbatyn Yesügen (MGL)  | ۵۲٫۷ | ۱۰۴٫۳ | ۱۲۴٫۵ | ۱۴۵٫۱ |       |       |       |       |       |         |
| ۸    | چن چی (TPE)               | ۵۰٫۶ | ۱۰۲٫۱ | ۱۲۲٫۳ |       |       |       |       |       |       |         |

منبع: